# Buddha di Kargah
Buddha di Kargah o Kargah Buddha è un sito archeologico a Gilgit, nella regione di Gilgit-Baltistan in Pakistan.

## Descrizione
È una scultura di altezza 3 metri, si trova a circa 10 km ad est dal centro città, alla gola di Shuko Gah (il ruscello secco), scolpito sulla burrone di Kargah in stilo tibetano.